# Mehrfamilienhaus Catharinenstraße 55

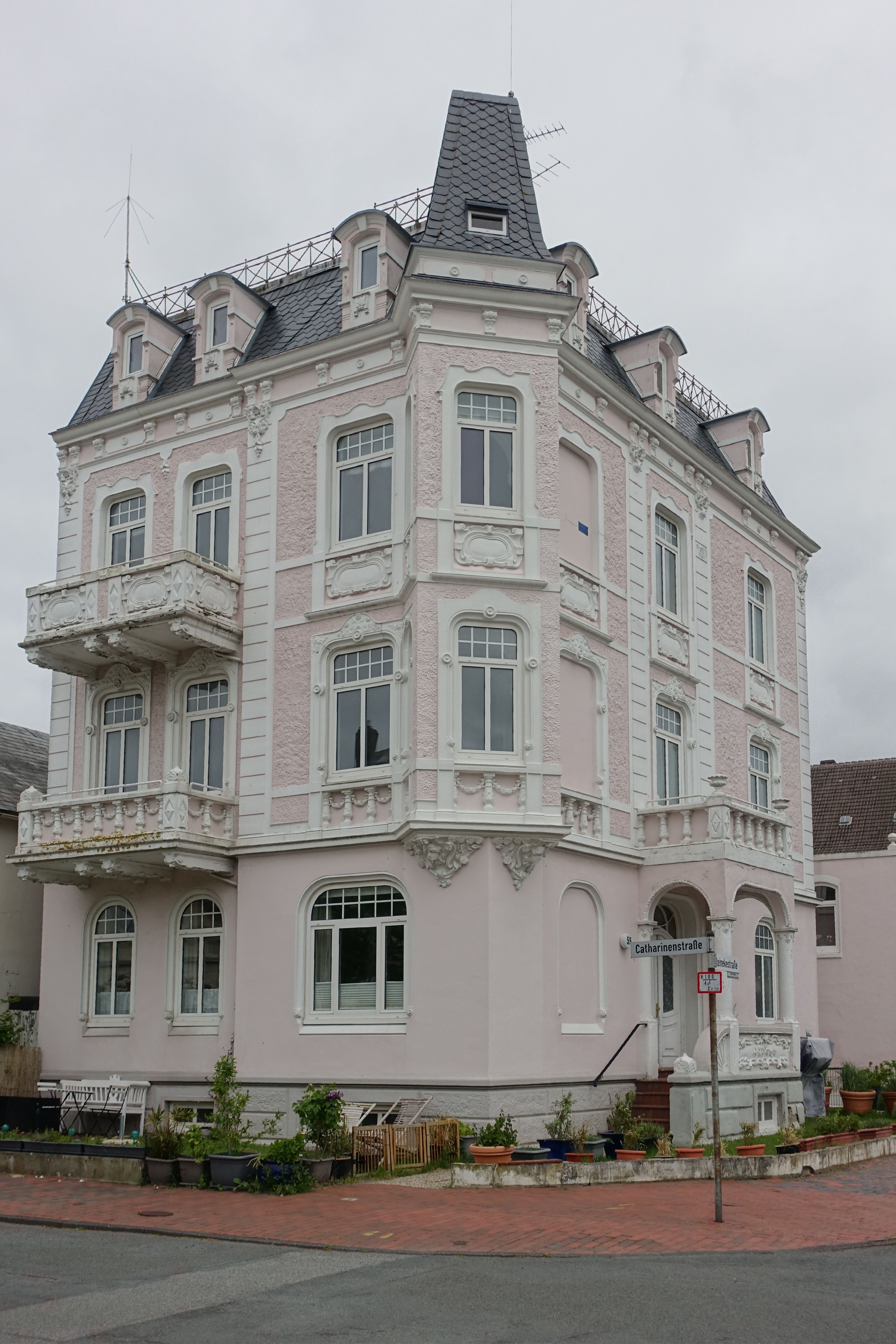
Mehrfamilienhaus Catharinenstraße 55 (2023)

Das Mehrfamilienhaus Catharinenstraße 55 in der niedersächsischen Kreisstadt Cuxhaven im Landkreis Cuxhaven stammt vom Anfang des 20. Jahrhunderts. Aktuell (2024) wird es als Wohnhaus genutzt.
Das Gebäude steht unter Denkmalschutz (siehe auch Liste der Baudenkmale in Cuxhaven).

## Geschichte und Beschreibung
Um 1900 wurde westlich des Grünen Wegs in Cuxhaven ein Wohngebiet auf den Ländereien der Gärtnerei Otto Höpcke neu erschlossen. Stil-, material- und regionstypische ein- bis viergeschossige Bauten der Zeit entstanden. Die Straße entstand 1892/94, die Bürgersteige 1912. Sie wurde nach Catharina Höpcke, der Mutter des Erbauers, benannt.
Das dreigeschossige traufständige repräsentative Eckgebäude auf Sockel mit schiefergedecktem Mansarddach wurde 1904 nach Plänen des Architekten John Polack gebaut. Die aufwändig mit Stuck- und Putzornamenten geschmückten Straßeneckfassaden wurden durch den turmartigen Erker mit Schieferhelm gestaltet und mit Lisenen, Gesimsen, Fensterrahmungen sowie Brüstungen und Balkonen mit figürlichen und floralen Motiven versehen. Der Eingang an der Reineckestraße ist über eine Treppe und einen offenen, säulengetragenen Vorbau erreichbar. Im Dach sind bauzeitliche Gauben und ein Dachaufsatz in Metall.
Das Haus gehört zu einer Gruppe denkmalgeschützter Wohnhäuser der Catharinenstraße Nr. 2–13, Nr. 17–18, Nr. 23–25, Nr. 46–50 und Nr. 55–64.
Das Landesdenkmalamt befand u. a.: „… Die Wohnsiedlung bietet heute noch das geschlossene Bild eines von schmalen, oft noch durch die originalen Einfriedungen abgegrenzten Vorgärten geprägten Straßenzugs mit offener Wohnbebauung.“
Der Architekt Polack entwarf in Cuxhaven u. a. die Gruppe der Wohnhäuser Karpfanger-/Lappestraße, die Wohn- und Geschäftshäuser Holstenstraße 7 und Schillerstraße 47 und die Wohnhäuser Kirchenpauerstraße 25 bis 27 sowie Catharinenstraße 55.